# Ambasada Republiki Korei w Polsce

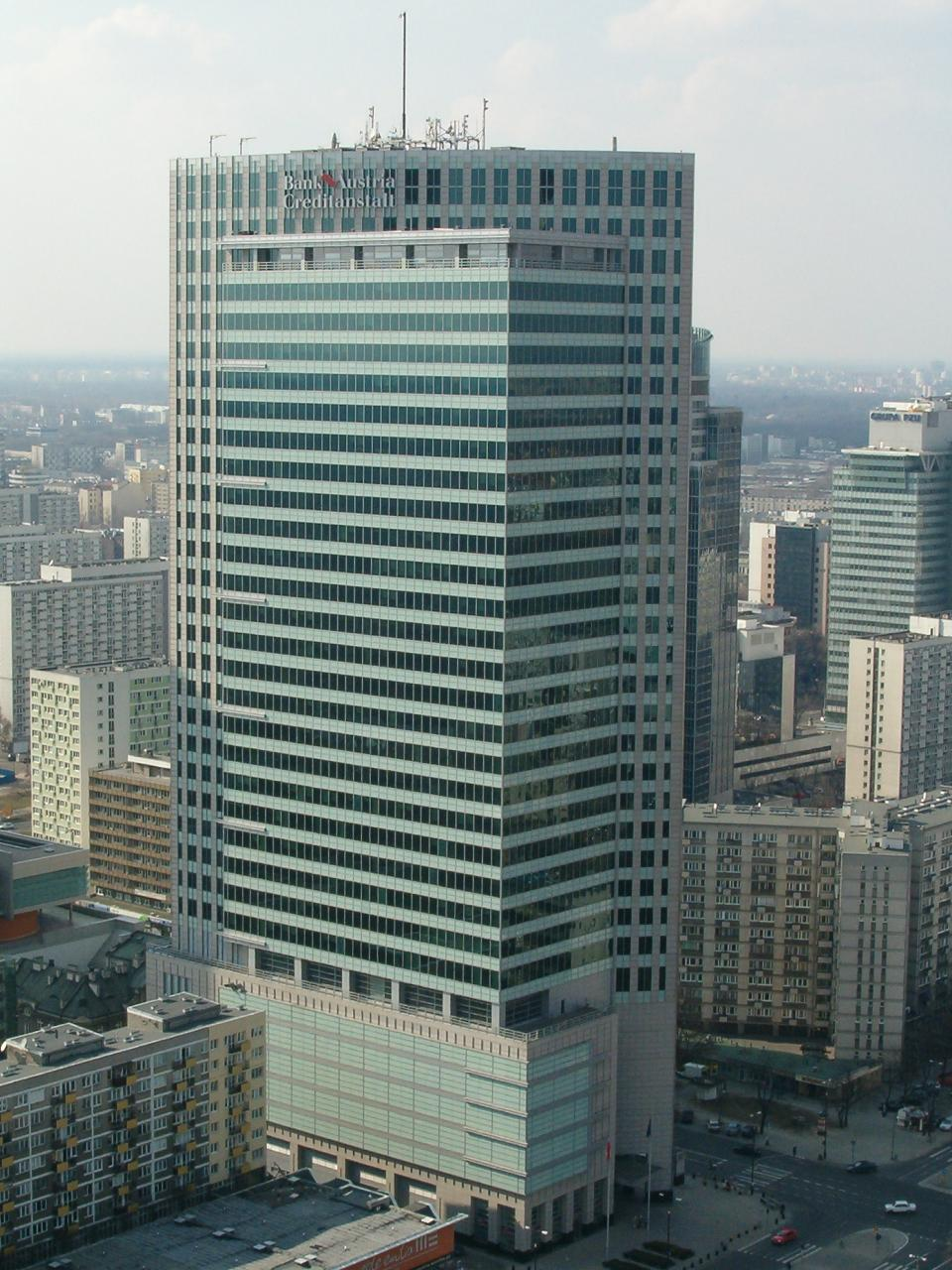
Siedziba Biura Radcy Handlowego Ambasady RK w Warszawie – Przedstawicielstwa Koreańskiej Agencji Promocji Handlu i Inwestycji KOTRA w Warsaw Financial Center

Ambasada Republiki Korei w Polsce, zwyczajowo Ambasada Korei Południowej w Polsce,  (kor. 주 폴란드 대한민국 대사관) – placówka dyplomatyczna Korei Południowej znajdująca się w Warszawie przy ul. Szwoleżerów 6.

## Podział organizacyjny
W skład przedstawicielstwa wchodzą też:
- Wydział Konsularny (kor. 영사과)
- Wydział Handlowy – Przedstawicielstwo Koreańskiej Agencji Promocji Handlu i Inwestycji KOTRA (kor. 대한무역투자진흥공사) – Warsaw Financial Center, ul. Emilii Plater 53, XI p.
- Wydział Kultury – Centrum Kultury Koreańskiej w Warszawie (kor. 바르샤바 한국 문화원) – budynek Nordic Park, ul. Kruczkowskiego 8

## Siedziba
PRL nawiązała stosunki dyplomatyczne z Republiką Korei w 1989, z jednoczesnym otwarciem przez Republikę Korei ambasady w Warszawie. Pierwsza jej siedziba mieściła się w hotelu Marriott w al. Jerozolimskich 65/79 (1990), kolejne – przy ul. Kubickiego 3 (1991), ul. Krzywickiego 3 (1991), ul. I. Krasickiego 25 (1994–2002) oraz na XXIV piętrze wieżowca Warsaw Trade Tower przy ul. Chłodnej 51 (2003). W latach 2002–2003 rząd RK wybudował budynek ambasady przy ul. Szwoleżerów 6.
Wydział Handlowy – przedstawicielstwo agencji KOTRA mieściło się wcześniej przy ul. Białej 4 (1996), następnie przy ul. Emilii Plater 53 (2001–).
Wydział Kultury – Centrum Kultury Koreańskiej w Warszawie (바르샤바 한국 문화원) – instytucja promocji kultury koreańskiej w Warszawie zostało powołane w 2010; mieści się w budynku Nordic Park przy ul. Kruczkowskiego 8 w Warszawie. 
W latach 1997–1998 wybudowano rezydencję ambasadora (proj. APA Kuryłowicz & Associates) w Warszawie-Aninie przy ul. Zorzy 1.